# پایگاه هوایی امبرون/اتاوا
پایگاه هوایی امبرون/اتاوا (به انگلیسی: Ottawa/Embrun Aerodrome) یک فرودگاه همگانی است که یک باند فرود چمن دارد و طول باند آن ۶۸۹ متر است. این فرودگاه در کشور کانادا قرار دارد و در ارتفاع ۷۰ متری از سطح دریا واقع شده است.